# Pfaffenschlag bei Waidhofen an der Thaya
Pfaffenschlag bei Waidhofen an der Thaya är en ort och kommun  i Österrike. Den ligger i distriktet Waidhofen an der Thaya i förbundslandet Niederösterreich, 110 km nordväst om huvudstaden Wien.
Kommunen består av åtta orter (Ortschaften) (inom parentes invånarantal 1 januari 2024):

- Arnolz (71)
- Artolz (51)
- Eisenreichs (50)
- Großeberharts (85)
- Kleingöpfritz (105)
- Pfaffenschlag bei Waidhofen a.d.Thaya (435)
- Rohrbach (55)
- Schwarzenberg (74)